# الفقیره
ال فکیراه یک منطقهٔ مسکونی در عربستان سعودی است که در استان مدینه واقع شده‌است.